# Pogonocherus ehdenensis
Pogonocherus ehdenensis là một loài bọ cánh cứng trong họ Cerambycidae.